# 晶芯半導體
晶芯半導體（黃石）有限公司，簡稱晶芯半導體，原名祿億半導體，成立於2019年7月24日，總部位於中國湖北省黃石市黃石港區黃石經濟技術開發區，由台商辛耘公司與前華亞科董事長高啟全合資經營，業務為再生晶圓、晶圓薄化和微機電元件代工。
位於黃石市的工廠項目於2020年7月開始動工，該項目獲得湖北省的支持，並被列為當地的重點專案。總投資規模達到23.13億元，佔地面積為72畝。項目分為四個階段進行建設，其中第一階段的投資額為7.78億元，將建設一條晶圓再生產線。預計在四個階段全部達到產能後，每月生產能力將達到40萬片。年營收預計可達到10.08億元。